# 수현사
수현사(水鉉祠)는 대한민국 충청남도 보령시에 있는 사당으로 고려 후기의 명신 염제신과 그의 아들 염국보의 위패를 모시고 있다. 충청남도 문화재자료 제142호로 지정되었다.
지금 있는 건물은 고종 10년(1873년) 처음 세웠는데, 보령댐 축조로 1999년에 옮긴 것이다. 규모는 앞면 3칸·옆면 2칸이며, 지붕은 옆에서 볼 때 사람 인(人)자 모양을 한 맞배지붕으로 꾸몄다. 소재지는 충남 보령시 미산면 용수리 산27-1이다.

## 개요
수현사는 고려말의 명신 염제신(廉悌臣)의 위패를 봉안한 사당으로 창건은 1873년(고종10)이며, 염제신의 후손들인 보령의 파주 염씨들이 향사를 목적으로 세웠다.
원래 목조 기와 건물로 정면 3칸, 측면 2칸의 맞배지붕의 사당과 솟을삼문을 갖추었으나, 보령댐 수몰로 인하여 현재의 자리에 새롭게 옮겨 지어졌다.
염제신은 고려말 원에 들어가 벼슬을 하기도 하고 국내에서도 요직을 거치며 나라에 많은 공헌을 하여 곡성부원군(曲城府院君)이 되었던 인물이다.

## 참고자료
- 수현사 - 국가유산청 국가유산포털